# Colpo di Stato in Oman del 1970
Il colpo di Stato in Oman del 1970 fu la deposizione incruenta del sultano Sa'id bin Taymur da parte di suo figlio Qabus avvenuta il 23 luglio 1970. Compiuto nel mezzo della guerra del Dhofar, il golpe fu eseguito con il sostegno dell'Esercito britannico. Sa'id bin Taymur fu deposto e mandato in esilio nel Regno Unito. Il colpo di Stato cadde in un momento cruciale nella moderna storia dell'Oman e dopo di esso Qabus mise in atto rapidamente numerose riforme ad ampio raggio che modernizzarono il regno, trasformando un paese arretrato e sottosviluppato in un paese alla pari con molte nazioni occidentali in termini di pace e sviluppo economico. Il sultano Qabus è stato il monarca in carica da più tempo del Medio Oriente, fino alla sua scomparsa nel gennaio 2020.

## Antefatti
A partire dalla fine del XIX secolo, il Sultanato di Mascate e Oman passò gradualmente sotto l'influenza dell'Impero britannico attraverso una serie di trattati e accordi diplomatici. Alla fine, il sultano divenne sempre più dipendente dal Regno Unito per supporto e consulenza. Le principali fonti di guadagno del regno, in particolare il commercio degli schiavi e di armi, furono inibite dagli inglesi, causando scontri tra il sultanato e gli uomini delle tribù all'interno del paese. Questi scontri portarono il sovrano a cercare il sostegno militare degli inglesi che si impegnarono a difendere Faysal bin Turki, ormai un burattino dei britannici, dai tentativi di rovesciamento.
Nel 1913, il sultano Taymur bin Faysal prese le redini del paese e riportò il regno a un livello finanziario più stabile e represse i disordini tribali nel paese. Regnò fino alla sua abdicazione nel 1932 e a quel punto gli succedette il suo figlio maggiore Sa'id.
Sotto il dominio di Sa'id, il sultanato divenne sempre più isolazionista e anacronistico. Fiorirono disordini interni come nel caso della guerra di Jebel Akhdar e della ribellione del Dhofar. Sa'id divenne sempre più dipendente dagli inglesi per mantenere il controllo del proprio paese, che rifiutò di governare in modo moderno. Giunse persino a non lasciare il suo palazzo dopo un tentativo di omicidio. La ribellione del Dhofar era un'insurrezione comunista che cominciò nel 1963 e da allora teneva attanagliato il paese. Le truppe omanite a guida britannica operavano principalmente contro gli insorti nella parte meridionale del paese. Le Forze armate del Sultano (SAF) erano in gran parte sotto il controllo di comandanti britannici, incluso il colonnello Hugh Oldman, che comandava le truppe a Mascate, e il brigadiere John Graham che era il comandante generale delle Forze armate del sultano. Nel 1970, l'unica grande fonte di reddito del paese, i petrodollari, erano necessari per combattere gli insorti o entravano direttamente nelle casse del sultano. La scarsa leadership del paese e l'eccessiva dipendenza dal sostegno militare britannico convinsero il governo del Regno Unito a considerare la deposizione di Sa'id come l'unica via percorribile per sconfiggere la crescente insurrezione comunista. Si decise così di attuare un colpo di Stato. I funzionari britannici contattarono il figlio del sultano, Qabus, che era agli arresti domiciliari secondo gli ordini di suo padre, inserendo messaggi vocali in cassette musicali e informandolo che il governo stava architettando un piano per rovesciare suo padre. Qabus accettò di collaborare e l'operazione proseguì.

## Colpo di Stato

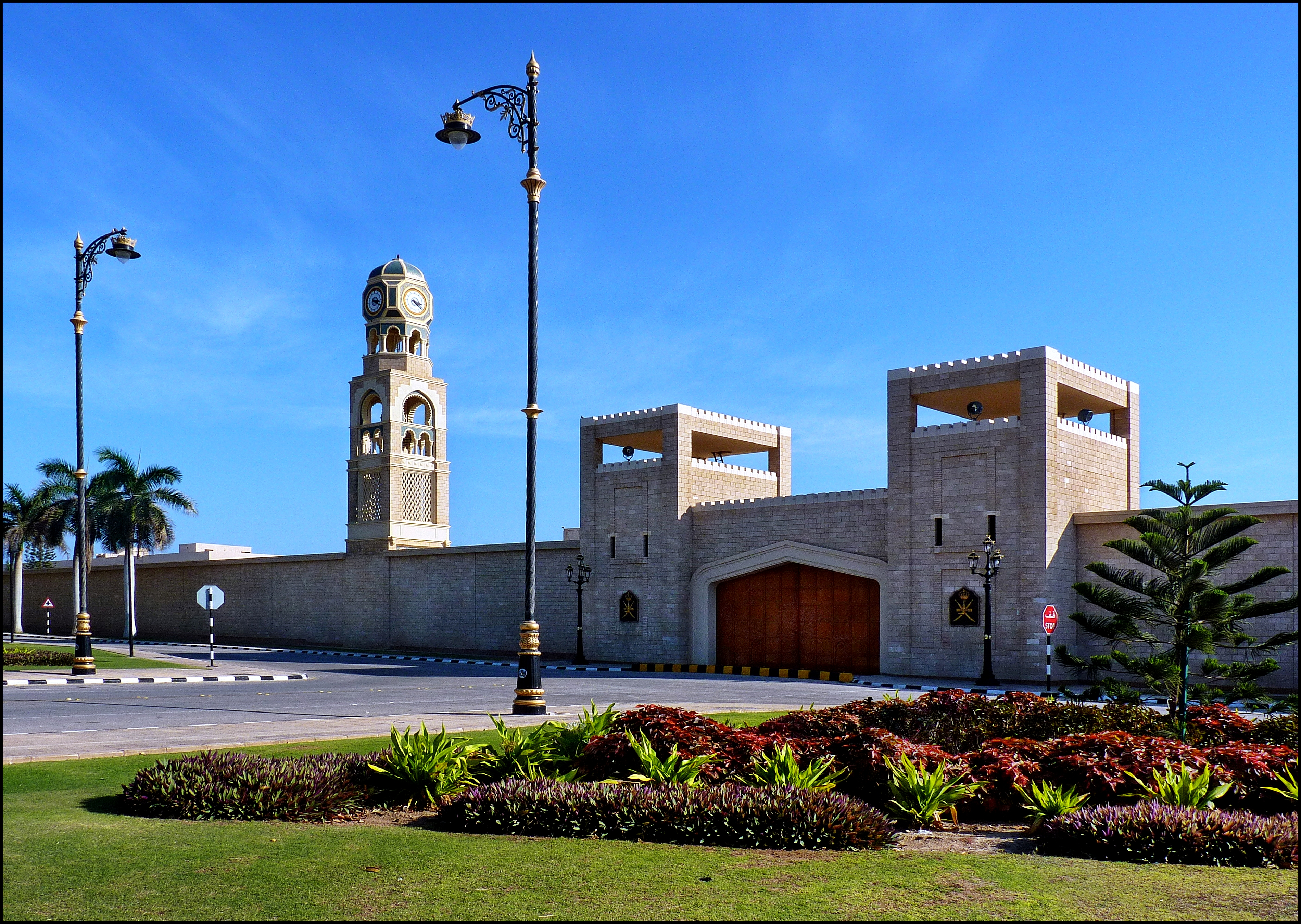
Il Palazzo al-Husn, il luogo in cui avvenne il colpo di Stato.

Il 23 luglio 1970, Qabus, il figlio ventinovenne del sultano, laureatosi alla Royal Military Academy di Sandhurs, avrebbe dovuto informare i comandanti britannici della sua intenzione di rovesciare suo padre. Tuttavia, la pianificazione del golpe era già stata avviata diverse settimane prima e le unità militari britanniche vennero schierate in posizione per rovesciare il sultano. Il brigadiere John Graham convocò i massimi comandanti arabi del Desert Regiment, la principale unità dell'esercito che avrebbe compiuto il colpo di Stato, e li informò della lettera inviata loro da Qabus che "comandava" agli ufficiali britannici di eseguire il golpe. L'incontro assicurò la loro lealtà e cooperazione.
Le truppe arrivarono al Palazzo al-Husn di Salalah e non incontrarono resistenza. Lo sceicco tribale al comando dei cinquecento uomini incaricati di difendere l'esterno del palazzo era stato convinto dagli inglesi a ordinare ai suoi uomini di ritirarsi prima dell'attacco. Il resto del golpe venne effettuato prevalentemente dalle truppe arabe al fine di mascherare la portata del coinvolgimento degli stranieri nell'operazione. Durante il fatto, Sa'id sparò e colpì allo stomaco lo sceicco Braik Al Ghafri, un golpista figlio di un importante governatore. In seguito si sparò accidentalmente a un piede mentre armava la pistola. Sa'id riuscì a scappare brevemente con alcuni confidenti e guardie del corpo in una serie di passaggi e tunnel nascosti ma fu presto ripreso. Il sultano ferito esortò il suo consigliere a mandare un messaggio urgente al colonnello Hugh Oldman per informarlo degli eventi accaduti, ma il messaggio fu ignorato. Il colpo di Stato terminò quando Sa'id firmò un documento di abdicazione, consegnando le redini del paese a suo figlio, Qabus. L'ormai ex sultano fu trasportato fuori dal paese su un Bristol Britannia della Royal Air Force prima in Bahrein per cure mediche e poi a Londra, dove visse i restanti due anni della sua vita in una suite al Dorchester, un hotel di lusso.

## Conseguenze

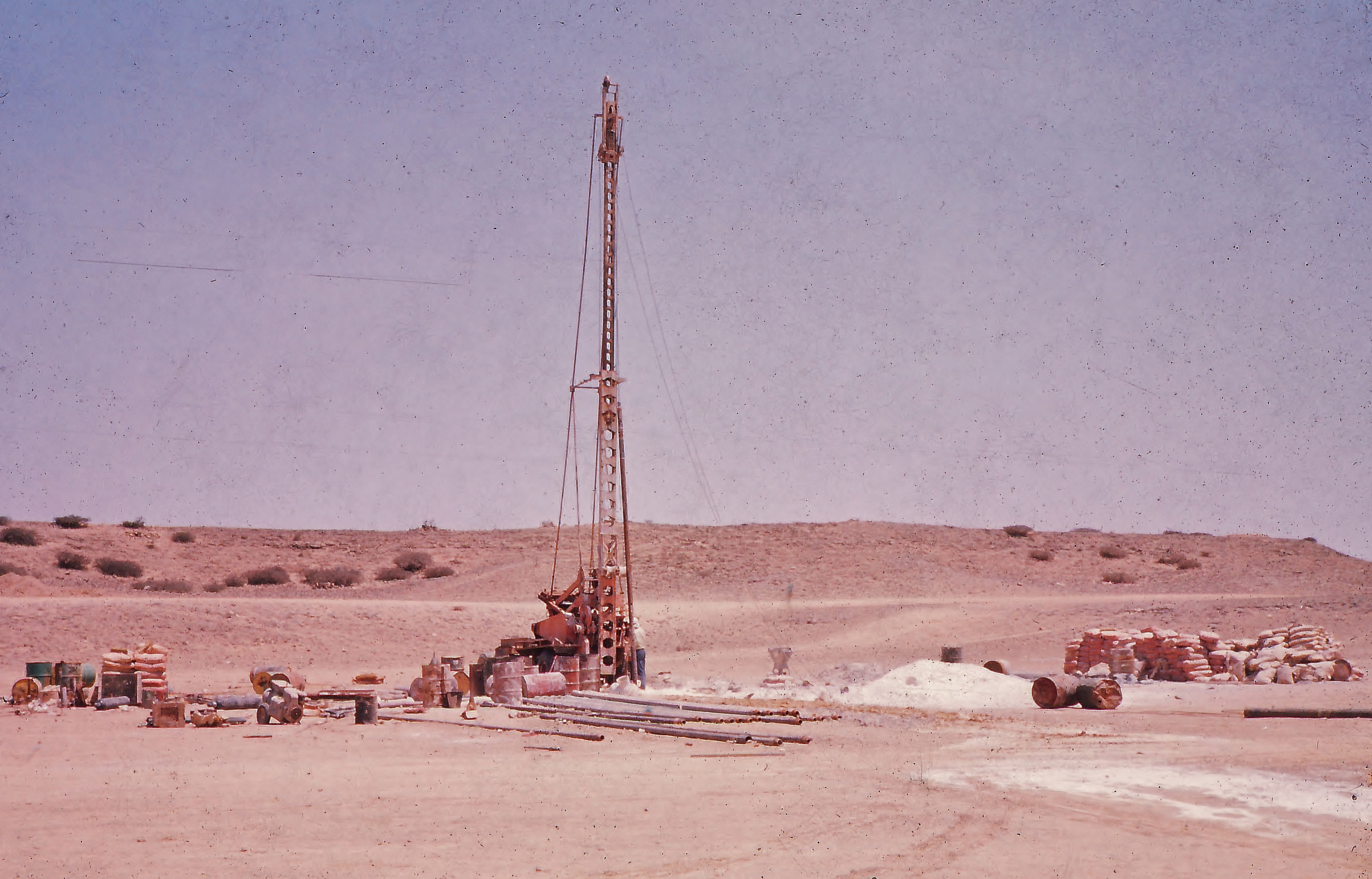
Pozzo petrolifero in Oman, 1971.

Il sultano Qabus si pose immediatamente come obiettivo la modernizzazione del paese e la repressione della ribellione del Dhofar. Prima che salisse al trono, il sultanato non aveva scuole secondarie e disponeva di un solo ospedale, tre scuole primarie e dieci chilometri di strade asfaltate. Il tasso di mortalità infantile era pari al 75%. Egli reindirizzò le entrate petrolifere del paese a iniziative economiche, spostando il paese dall'agricoltura di sussistenza e dalla pesca e costruendo infrastrutture moderne. Furono costruite scuole, linee elettriche e numerose strade. I giornalisti occidentali cessarono di definire il paese come "medievale". La schiavitù fu bandita e nel 1975 l'insurrezione fu soppressa grazie a uno sforzo internazionale. Nel 1980 l'Oman disponeva di 28 ospedali, 363 scuole e 12 000 chilometri di strade asfaltate. Inoltre, venne istituito il Majlis Al-Shura, un consiglio consultivo che ha il potere di rivedere la legislazione e di convocare i ministri del governo per incontrarli. I disordini interni dell'Oman si conclusero con successo grazie all'iniziativa del sultano di coinvolgere tutti i gruppi etnici e tribali nell'amministrazione del paese e di concedere un'amnistia agli ex ribelli. Sa'id bin Taymur morì a Londra nel 1972 e Qabus continuò a governare l'Oman.
Il successo nella repressione della ribellione del Dhofar, che si stava rivelando una formidabile sfida per l'Oman e una crescente minaccia esistenziale per il governo appoggiato dagli inglesi, fu invertito con la rimozione di Sa'id bin Taymur. Il nuovo sovrano infatti lanciò uno sforzo concertato di 400 milioni di sterline per modernizzare l'esercito dell'Oman, creando persino una flotta per proteggere le esportazioni petrolifere del paese. I ribelli comunisti persero gradualmente le loro basi di appoggio straniere nell'Unione Sovietica e nella Cina dopo una serie di sconfitte militari. Questo, unito alla crescente opposizione internazionale alla ribellione, incluso lo sbarco di truppe iraniane nel 1973, portò alla sconfitta definitiva dei ribelli nel 1975.
Il coinvolgimento del governo britannico nel suo complesso nel colpo di Stato fu negato per quarant'anni. La narrativa ufficiale affermava che il golpe fu effettuato prevalentemente da truppe arabe con i loro comandanti britannici che presero parte ai fatti su iniziativa personale. In realtà, il colpo di Stato era stato pianificato dal MI6, dal Ministero degli esteri e dal Ministero della difesa ed ebbe il via libera al Primo ministro britannico Edward Heath. In effetti, la pianificazione dell'evento dimostrò che Qabus era sotto la protezione delle truppe britanniche e che sarebbe fuggito all'estero in aereo se il golpe fosse fallito.